# Nikolai Samokiș
Nikolai Semionovici Samokiș (în rusă Николай Семёнович Самокиш, transliterat: Nikolai Semionovich Samokiș, în ucraineană Микола Семенович Самокиш, transliterat: Mîkola Semenovîci Samokîș; n. 25 octombrie 1860, Nejin, Cernigov⁠(d), Imperiul Rus – d. 18 ianuarie 1944, Simferopol, RSFS Rusă, URSS) a fost un pictor și ilustrator rus și sovietic de origine cazacă ucraineană, specializat în artă militară⁠(d) și pictură animalieră⁠(d). În timpul Primului Război Mondial, Samokiș a fost corespondent al publicației Solnțe Rossii (Солнце России, „Soarele Rusiei”), una dintre cele mai populare reviste patriotice din Rusia Imperială. A fost distins cu Premiul Stalin în 1941.
Samokiș este cunoscut, de asemenea, ca al doilea soț al ilustratoarei de carte Elena Sudkovskaia⁠(d), cu care a colaborat adesea.

## Biografie
Tatăl său era poștaș și avea probabil o origine maghiară. Nikolai Samokiș și-a petrecut tinerețea în orașul Nosivka⁠(d) (azi raionul Nijîn, regiunea Cernihiv, Ucraina), cu familia bunicului său matern, care era cazac. Mai târziu, a absolvit Liceul din Nijîn al prințului Bezborodko⁠(d). Prima sa încercare de a se înscrie la Academia Imperiale de Arte din Sankt Petersburg⁠(d) nu a avut succes, dar, după ce a obținut sprijinul unui asociat al profesorului Bogdan Villevalde⁠(d), Samokiș a fost admis și a studiat acolo între anii 1879 și 1885 cu Mihail Klodt⁠(d) și Valeri Iakobi⁠(d), precum și cu Villevalde, și a câștigat mai multe premii. Pictura sa „Прогулка” („Plimbarea”) a fost cumpărată de colecționarul de artă rus Pavel Tretiakov.

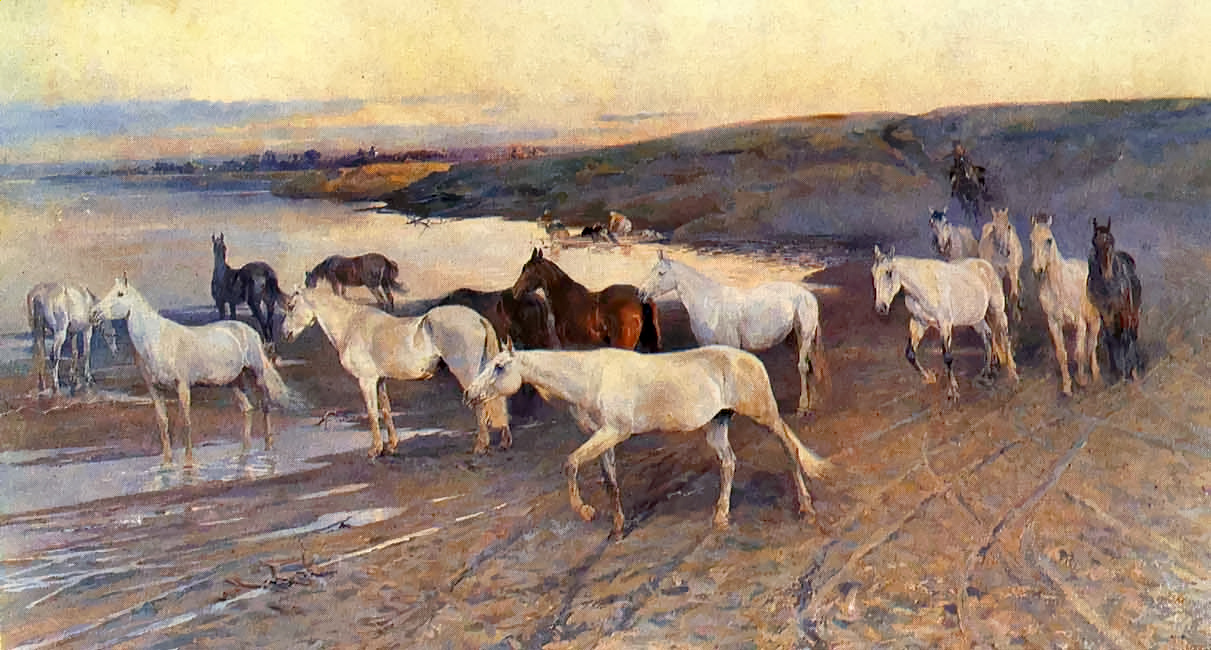
„Turma de iepe la adăpăt”, tabloul care i-a câștigat gradul de Academician.

Între anii 1885 până în 1888 a studiat la Paris cu Édouard Detaille. După ce s-a întors în Rusia, a călătorit împreună cu Franz Roubaud⁠(d) în Caucaz pentru a crea câteva lucrări mari pentru o panoramă de la Muzeul de Istorie Militară din Tbilisi. În 1889 s-a căsătorit cu binecunoscuta ilustratoare de carte Elena Sudkovskaia⁠(d). În anul următor a devenit membru al Academiei Imperiale de Arte. A predat la Academie din 1894 până în 1918, obținând titlul de profesor în 1913.
În 1904 a călătorit pe front, pe cheltuiala revistei Niva⁠(d), în timpul Războiului Ruso-Japonez și a realizat un album de ilustrații. În 1915 a format, împreună cu câțiva dintre studenții săi de la Academie, o „echipă de artiști” și au mers pe Frontul de Răsărit pentru a face schițe. Nikolai Samokiș s-a separat de soția sa în timpul Revoluției Ruse. Ea a mers la Paris și se pare că a murit acolo în 1924, deși unele surse susțin că ea s-ar fi întors în Rusia și ar fi murit la Vîborg.
În 1918, după ce vechea Academie a fost desființată, Samokiș s-a mutat la Ialta cu Forțele Armate din  Rusia Sudică⁠(d), apoi, în 1922, la Simferopol, unde a oferit sprijin tinerilor care aveau talent artistic și a organizat în cele din urmă o școală de artă care a obținut recunoașterea oficială din partea statului. În anul 1934 i s-a încredințat ceea ce s-a dovedit a fi cea mai mare sarcină a sa: activitatea de consultant artistic pentru o panoramă gigantică înfățișând Asediul Perekopului. După 1936 a lucrat la Institutul de Artă din Harkov.
Dintre miile de ilustrații de carte pe care le-a realizat, poate cele mai cunopscute sunt cele pentru poveștile lui Marko Vovciok⁠(d), Mîkola Djerîia de Ivan Neciui-Levîțkîi⁠(d), Taras Bulba de Nikolai Gogol și Vânătoarea imperială în Rusia de Nikolai Kutepov⁠(d). El și soția sa au lucrat împreună la ilustrarea volumului Suflete moarte⁠(d) și la crearea picturilor murale din gara Țarskoe Selo⁠(d).
La scurt timp după sfârșitul celui de-al Doilea Război Mondial, la atelierul său din Harkov a avut loc o expoziție majoră a primelor sale lucrări. Viața și opera sa au fost subiectul unui film documentar în 1966.

## Picturi (selecție)

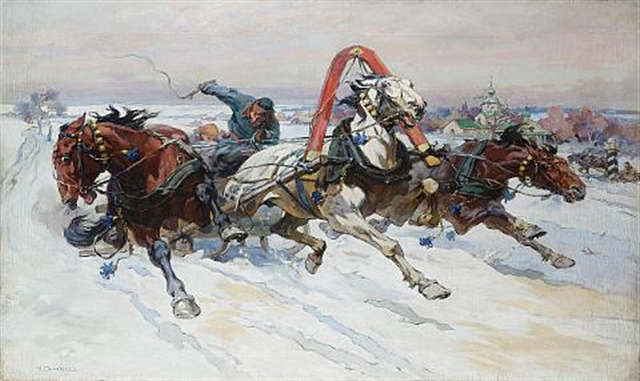
Accelerând troika⁠(d)
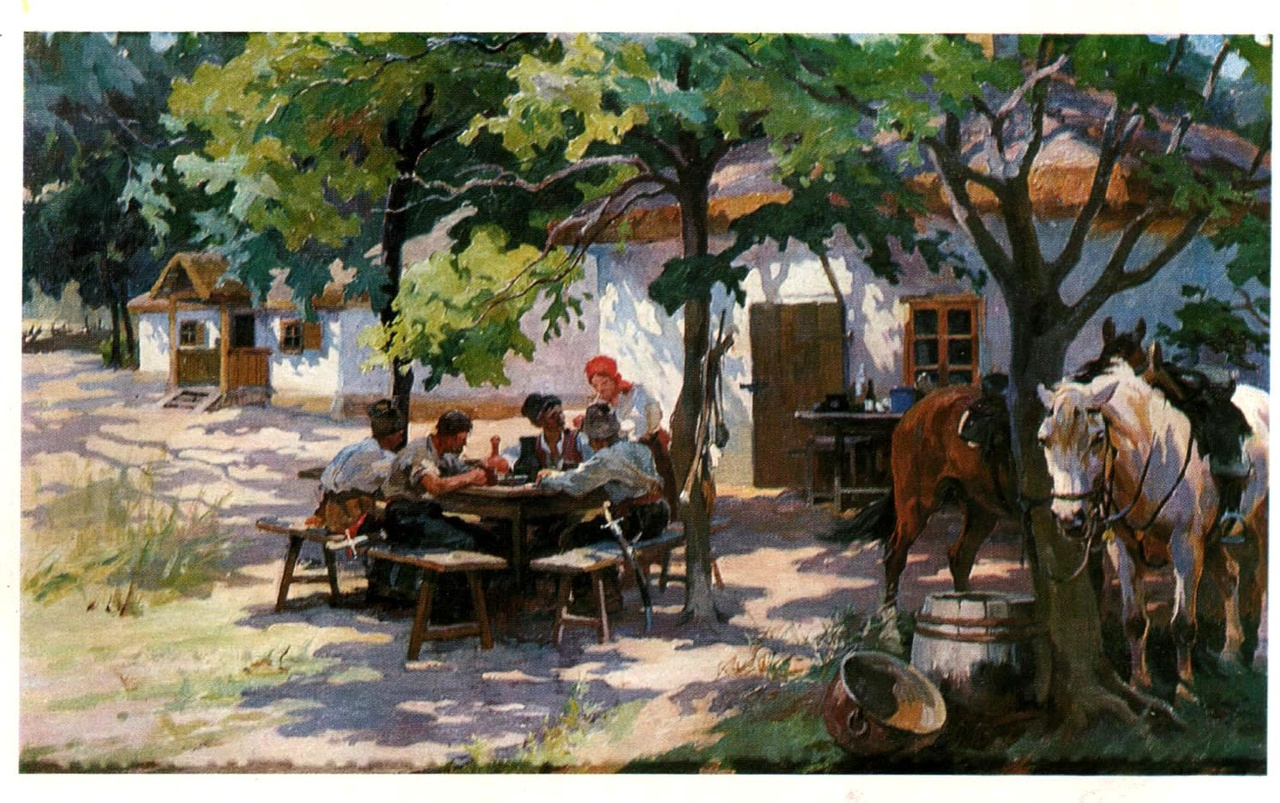
Cazaci la tavernă
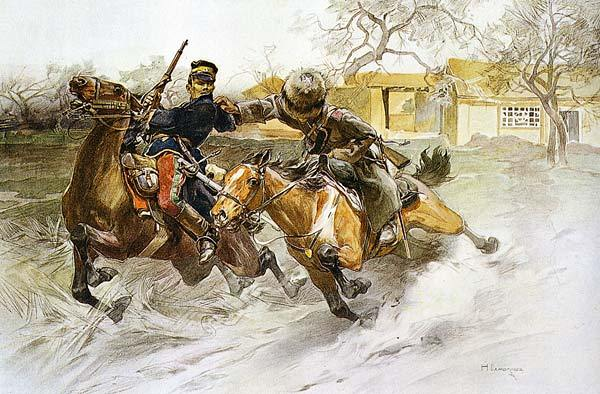
Urmărirea
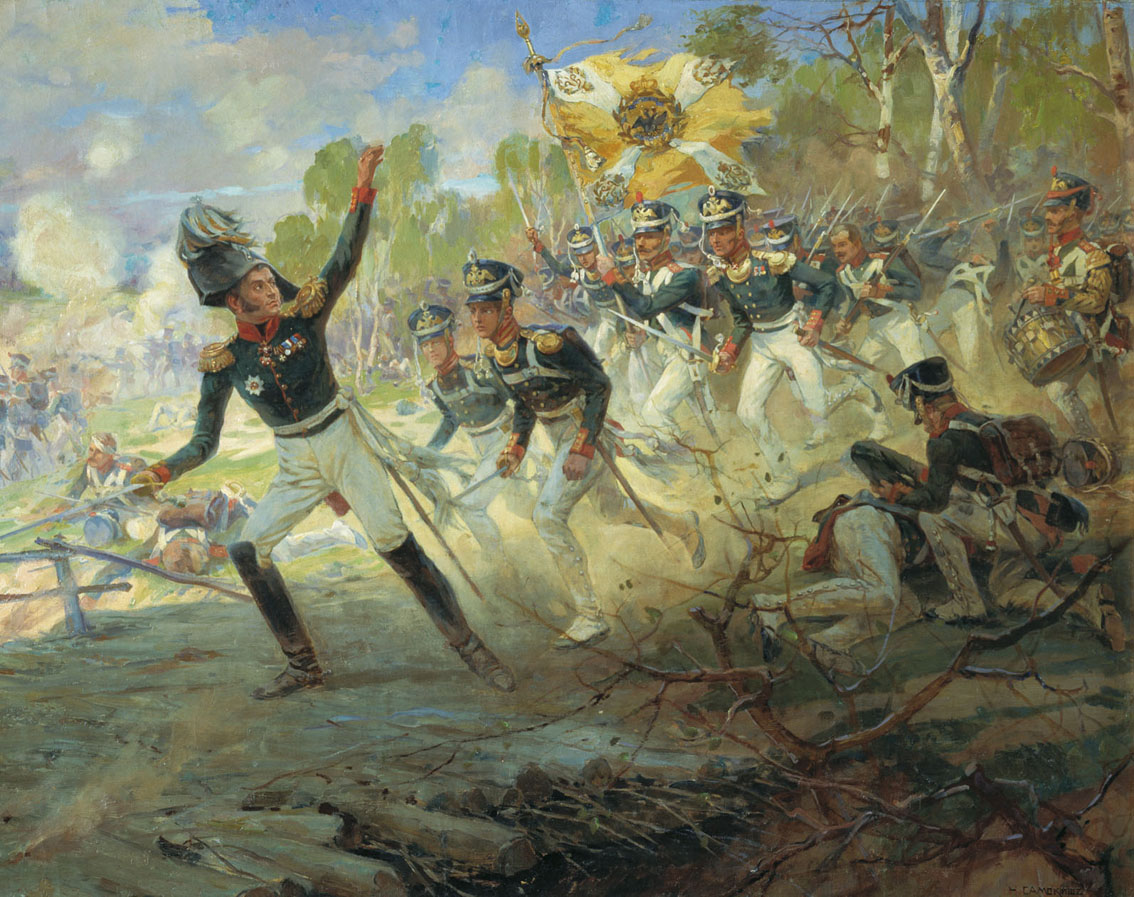
Curajul generalului Raevski⁠(d)